# Halfordia kendack
Espèce
Synonymes
- Eriostemon kendack Montrouz.[2]
- Eriostemon leichhardtii F.Muell.[2]
- Halfordia papuana Lauterb.[3],[4]

Statut de conservation UICN

 CR C2a : 
En danger critique
Halfordia kendack est une espèce de plantes du genre Halfordia de la famille des Rutaceae.